# Sista resan till Phnom Penh
Sista resan till Phnom Penh är en bok från 2006 av den svenske författaren Jesper Huor. 
Boken är en dokumentär som skildrar historien om Someth Huor, författarens far, som 1966 som 19-åring lämnade sitt hemland Kambodja för studier i Paris. Han inspireras av tidens revolutionära strömningar och fortsätter sina studier i Nordkorea. Efter ett par år i Östberlin, där Jesper Huor föds 1975, så återvänder han 1977 till Pol Pots Demokratiska Kampuchea och försvinner. Först mer än 20 år senare får sonen vid ett besök i Phnom Penh det definitiva beviset på att fadern fallit offer för Pol Pots våldsregim.
Recensenten Kim Salomon beskriver berättelsen om föräldrarna som "gripande och känsloladdad", där fadern får exemplifiera de miljoner människor som under 1900-talet förfördes av utopiskt tänkande och fick betala med sina liv, medan modern får exemplifiera de många som värjer sig mot att ärligt ompröva sitt stöd till våldsregimer, vilket gör berättelsen till en tragedi.

## Utgåvor
- Huor, Jesper (2006). Sista resan till Phnom Penh (Nya utgåvor 2007, 2008, 2010 och 2011). Stockholm: Ordfront. Libris 10141457. ISBN 9170372063